# E511 (trasa europejska)
E511 – trasa europejska biegnąca przez Francję. Zaliczana do tras kategorii B droga łączy Courtenay z Troyes.

## Przebieg trasy
- Courtenay E15 E60
- Sens E54
- Troyes E5 E17 E54